# Orolestes selysi
Orolestes selysi – gatunek ważki z rodziny pałątkowatych (Lestidae).

## Taksonomia
Gatunek ten został opisany w 1895 roku przez Roberta McLachlana.

## Opis
Długość odwłoka samca wynosi 57 mm, a długość skrzydła tylnego od 36 do 39 mm. Głowa o labium żółtym, labrum i nasadach żuwaczek oliwkowozielonych, oczach brązowych, rejonie z tyłu potylicy i oczu żółtawym, a reszcie czarnej. Wierzch tułowia mosiężno-zielony z oliwkowymi pasami. Odnóża czarne z żółtawo-brązowymi udami. Skrzydła czarniawo-brązowe ze stalowoniebieskim połyskiem, z wyjątkiem przezroczystych nasady i wierzchołka. Górne przydatki analne samca smukłe, regularnie zakrzywione, szczypcowate, pokryte kolcami na zewnętrznej krawędzi wierzchołkowej połowy. Jego dolne przysadki analne czarne, żółto zwieńczone.

## Ekologia
Larwy tych ważek zasiedlają trzęsawiska i mokradła, rzadziej wolno płynące strumienie, zawsze na terenach zalesionych.

## Rozprzestrzenienie
Ważka orientalna. Rozprzestrzeniona od indyjskiego dystryktu Dardżyling przez Laos, Kuangsi i Hajnan po Wietnam i Tajwan.